# إرفينغ غولدمان
إرفينغ غولدمان (بالإنجليزية: Irving Goldman)‏ هو عالم إنسان أمريكي، ولد في 2 سبتمبر 1911، وتوفي في 7 أبريل 2002.